# La Mante
La Mante (Brasil: A Louva-a-deus / Portugal: A Mantis) é uma minissérie de suspense francesa que estreia na Netflix em 30 de dezembro de 2017, após sua exibição na TF1 durante o mês de setembro de 2017. A série foi lançado na Netflix da França em 13 de outubro de 2017.

## Enredo
Em Paris a polícia procura um psicopata cujos assassinatos são inspirados por Jeanne Deber, conhecido como "A louva-a-deus", uma famosa serial killer que aterrorizou o país há 25 anos. Jeanne Deber oferece sua expertise para a polícia para ajudar a caçar a imitação. Colocado em confinamento solitário desde sua prisão, "A louva-a-deus" tem uma condição: a de lidar apenas com o Detetive Damien Carrot, seu distante filho. Damien não tem escolha, para que um serial killer está à solta e pode atacar a qualquer momento, em qualquer lugar em Paris.

## Elenco
| Personagem        | Ator/Atriz     | Dobrador(a)    | Dublador(a) |
| ----------------- | -------------- | -------------- | ----------- |
| Jeanne Deber      | Carole Bouquet | Ângela Marques |             |
| Damien Carrot     | Fred Testot    | Rodrigo Santos |             |
| Dominique Feracci | Pascal Demolon | Mário Santos   |             |
| Lucie Carrot      | Manon Azem     | Teresa Queirós |             |
| Szofia Kovacs     | Elodie Navarra | Isabel Queirós |             |
| Charles Carrot    | Jacques Weber  | Raul Pereira   |             |

|                  | Portugal | Brasil |
| ---------------- | --- | ------ |
| Vozes Adicionais | Isabel Carvalho, Pedro Frias, Pedro Manana, Raul Pereira, Rui Oliveira, Pedro Almendra, Luís Araújo, Tiago Araújo, Teresa Arcanjo, Ivo Bastos, Vânia Blubird, Paulo Calatré, Paulo Freixinho, Bernardo Gavina, Jaime Monsanto, Fernando Moreira, Emanuel Oliveira, Gabriel Santos, Zélia Santos, Manuel Tur, Joana Africano, Beatriz Barbosa, Isabel Nunes |        |
| Direção          | Mário Santos Zélia Santos |        |
| Tradução         | Carla Pinho |        |
| Adaptação        | Mário Santos |        |
| Estúdio          | Cinemágica, Lda. (em colaboração Deluxe Spain Barcelona, S.L.U.) |        |